# Ctenopleura sagamina
Ctenopleura sagamina är en sjöstjärneart som först beskrevs av Doderlein 1917.  Ctenopleura sagamina ingår i släktet Ctenopleura och familjen kamsjöstjärnor. Inga underarter finns listade i Catalogue of Life.